# Power Jets Ltd
Power Jets Ltd fue una compañía británica fundada por Frank Whittle con el propósito de diseñar y fabricar pulsorreactores y turborreactores.
Fundada el 27 de enero de 1936, la compañía estaba integrada por Whittle, Rolf Dudley-Williams, James Collingwood Tinling, y Lancelot Law Whyte de la banca de inversión O T Falk & Partners.
El edificio para iniciar las actividades fue alquilado a la compañía British Thomson-Houston en Rugby, Warwickshire.
El diseño Power Jets WU fue el primer turbojet en funcionar, y el Power Jets W.1 motorizó el Gloster E.28/39, el primer avión a reacción en volar en el Reino Unido. El W.1 fue también el primer motor a reacción construido en Estados Unidos donde, como el General Electric 1-A, equipó al Bell P-59A Airacomet. El objetivo original era que la compañía Rover produjera el Power Jets W.2, pero debido a los retrasos, fue transferido a Rolls-Royce donde entró en producción como el Welland, motorizando las primeras versiones del Gloster Meteor.
Una versión del Power Jets W.2/700 fue destinada al avión de pruebas supersónico Miles M.52, pero el avión nunca fue completado. La versión M.52 del W.2/700 fue uno de los primeros motores diseñados con un tubo de chorro de recalentamiento,  i.e., un postquemador.
El 28 de marzo de 1944, después de debatir con el Air Ministry, Whittle de mala gana accedió a la nacionalización de Power Jets Ltd. por £135.000, y la compañía se convirtió en Power Jets (Research and Development) Ltd.
Luego de la Seguna Guerra Mundial la compañía fue fusionada con la División Turbinas de la Royal Aircraft Establishment (RAE) en Farnborough, para formar la National Gas Turbine Establishment (NGTE Pyestock).

## Diseños de motores

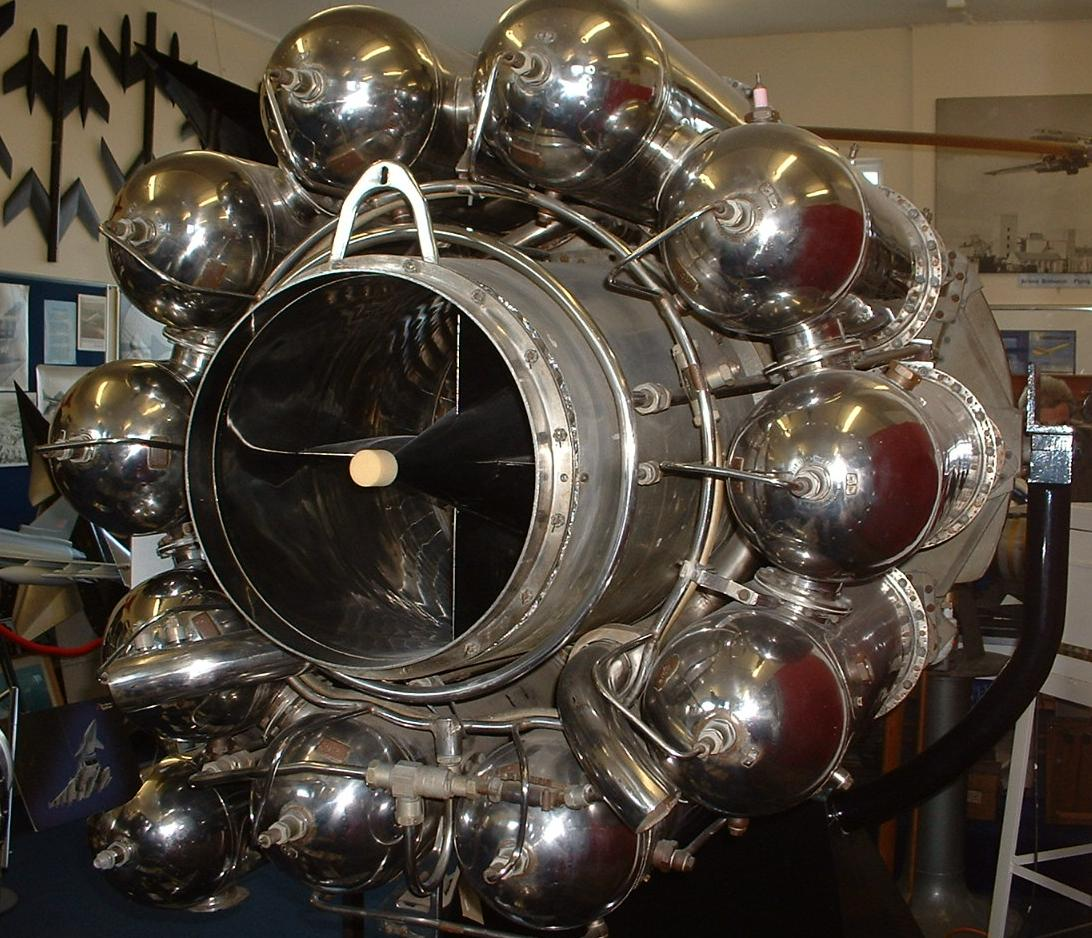
El motor Power Jets W.2/700 voló en el Gloster E.28/39, el primer avión británico en volar con un motor a reacción, y con el Gloster Meteor - el objeto marrón claro en el centro de la salida del motor es un corcho destinado a evitar que los visitantes se lastimen con la punta afilada en la salida de la turbina.

- WU
- W.1
- W.2
- W.2/700